# SA-1 (Apollo)
SA-1 war der erste Testflug im Rahmen des Apollo-Programms und der erste Start einer Saturn I.

## Ziele
Die Größe und Kraft der Saturn-Raketenfamilie stellte eine neue Dimension in der Raumfahrt dar. Also beschloss die NASA, für jede Komponente der Rakete einen separaten Testflug durchzuführen. Die zweite Stufe war mit Wasser gefüllt, um das Startgewicht zu simulieren. An der Stelle der Nutzlast befand sich eine Jupiter-Raketenspitze. Das einzige Ziel dieser Mission war es, die Funktionsfähigkeit der ersten Stufe zu testen.

## Vorbereitungen
Die Rakete wurde am 15. August 1961 auf dem Seeweg angeliefert. Das wurde auch als Test für die Lieferung größerer Stufen zukünftiger Saturn-Raketen gesehen. Auf dem Hinweg hatte man schon einige Schwierigkeiten mit dem Manövrieren und auf dem Rückweg stieß der Transporter gegen eine Brücke, wobei kleinere Schäden entstanden. Der Zusammenbau der Rakete begann am 20. August, anschließend erfolgten etliche Tests auf der Startrampe. Aufgrund kleinerer Probleme geriet man geringfügig in Verzug zum Zeitplan, zumal die Testabläufe auch noch nicht automatisiert waren.
Für den Flug war es wichtig, dass der Treibstoff RP-1 und der Flüssigsauerstoff (LOX) im richtigen Mengenverhältnis getankt wurden, damit diese beiden Stoffe gleichzeitig zur Neige gingen. Die exakten Mengen konnten aber erst kurz vor dem Start eingestellt werden. Es war technisch einfacher, bereits getanktes RP-1 abzulassen und LOX nachzufüllen, deshalb wurde zuerst mehr RP-1 und weniger LOX als berechnet getankt. Das zugehörige Messsystem sollte eine Genauigkeit von 0,25 % haben. Tatsächlich kam es aber zu einem Fehler von 0,4 %, weil die Temperaturänderung entlang der Treibstoffleitung nicht berücksichtigt wurde. Das führt dazu, dass 410 kg zu wenig RP-1 und 400 kg zu viel flüssiger Sauerstoff an Bord waren, wie sich später herausstellte.

## Flugverlauf

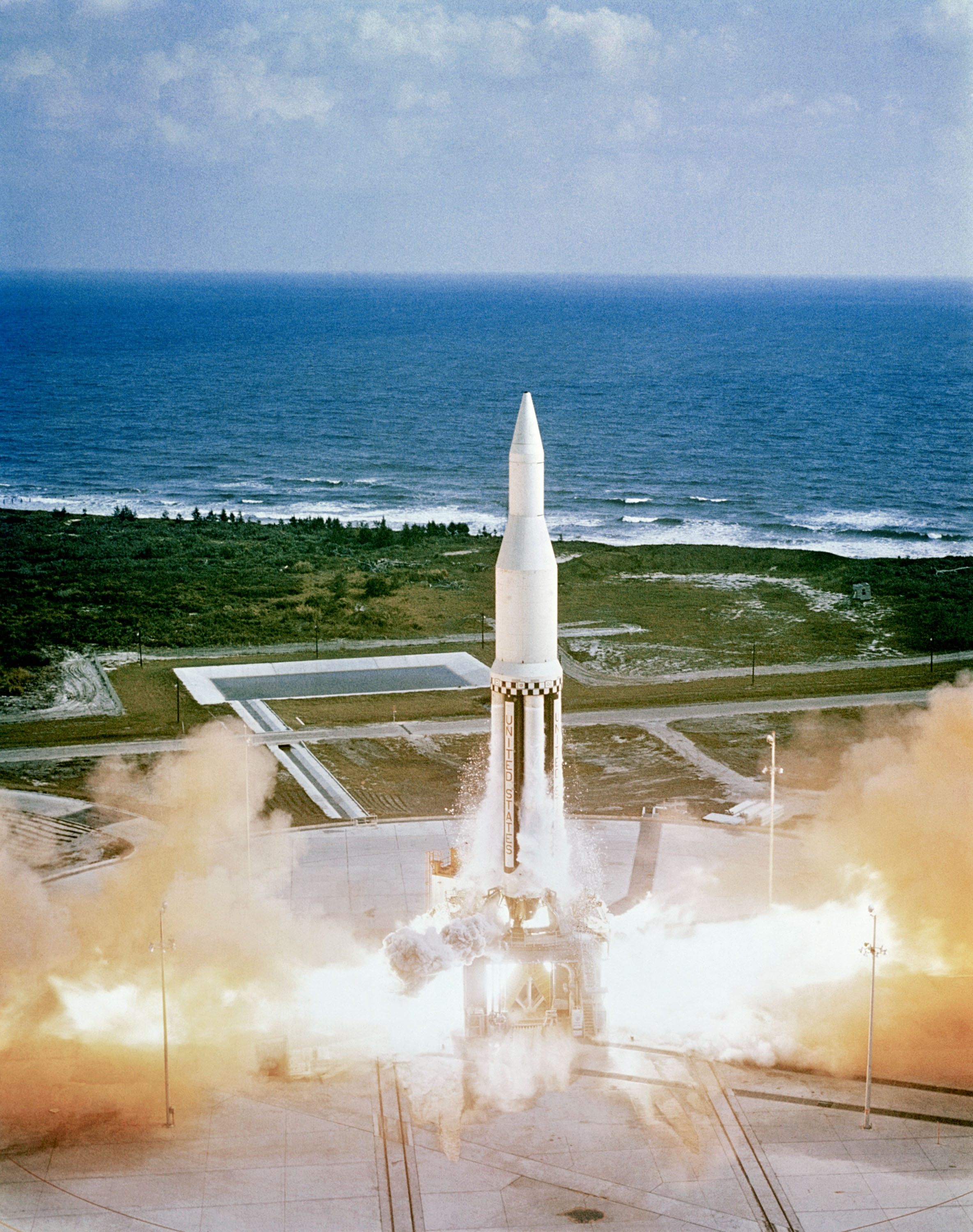
Start der Mission SA-1

Am 26. Oktober, 17:30 UTC wurde der RP-1-Tank auf 103 % angefüllt. Um 8:00 Uhr des folgenden Tages erfolgte die Betankung mit LOX auf 10 % Füllstand. Eine Stunde vor dem Start wurden sowohl LOX als auch RP-1 auf 100 % gebracht. Nach einem zehnstündigen Countdown mit zwei wetterbedingten Unterbrechungen hob die Rakete um 15:06:04 UTC ab.
Der Flug war ein voller Erfolg, die Rakete erreichte eine Höhe von 136,2 km und schlug nach insgesamt 15 Minuten Flug  331,5 km vom Startplatz entfernt im Atlantik auf. Etwas weniger als geplant, da sich die Triebwerke 1,6 Sekunden zu früh abgeschaltet hatten, nachdem ein Tanksensor meldete, dass der Treibstoff verbraucht sei.
Teilweise konnte das durch die fehlerhafte Dichtemessung bei der Betankung erklärt werden, die dazu geführt hatte, dass zu wenig RP-1 in den Tanks war, wodurch der RP-1 etwa 0,6 Sekunden zu früh zur Neige ging. Eine weitere Sekunde wurde dem Schwappen der Flüssigkeiten in den Tanks zugeschrieben. Nur in drei der neun Tanks waren Sensoren verbaut, die zudem teilweise unverlässliche Daten signalisierten, so dass keine exakte Aussage zum Beitrag gemacht werden konnte.

## Trivia
Die leitenden Ingenieure gaben der neuen Rakete nur eine 75%ige Chance, überhaupt vom Startplatz abzuheben, und erwarteten mit gerade 30 %, dass der ganze Flug erfolgreich verliefe.
Nach dem gelungenen Flug bereitete man sich nun auf den nächsten Test (SA-2) vor, bei dem auch das Projekt Highwater zum Einsatz kommen sollte.